# Episodi di Shin Chan (2004)
Questi sono gli episodi della serie anime Shin Chan mandati originariamente in onda nel 2004. Tutti questi episodi non sono arrivati in Italia.
Ogni episodio è diviso in mini-episodi della durata di circa 10 minuti l'uno.

## Episodi
| Nº              | Titolo giapponese 「Kanji」 - Rōmaji | In onda          | In onda |
| Nº              | Titolo giapponese 「Kanji」 - Rōmaji | Giapponese       |         |
| 489             | 「思い出の写真を撮るゾ」 - omoide no shashin wo toru zo 「家中を大ソーサクだゾ」 - iejū wo dai sosaku da zo 「オラは剣豪しんのすけだゾ」 - ora ha kengō shinnosukeda zo | 10 gennaio 2004  |         |
| 490             | 「寒い日はやっぱりコタツだゾ」 - samui nichi hayappari kotatsu da zo 「落し物を探すゾ」 - otoshimono wo sagasu zo 「特訓！特訓！また特訓だゾ」 - tokkun! tokkun! mata tokkun da zo | 17 gennaio 2004  |         |
| 491             | 「楽しいスキー教室だゾ(1)」 - tanoshi i suki kyōshitsu da zo (1) 「楽しいスキー教室だゾ(2)」 - tanoshi i suki kyōshitsu da zo (2) 「楽しいスキー教室だゾ(3)」 - tanoshi i suki kyōshitsu da zo (3) | 24 gennaio 2004  |         |
| 492             | 「対決！剣道大会ヘンなわざ大集合(1)」 - taiketsu! kendō taikai hen nawaza daishūgō (1) 「対決！剣道大会ヘンなわざ大集合(2)」 - taiketsu! kendō taikai hen nawaza daishūgō (2) 「対決！剣道大会ヘンなわざ大集合(3)」 - taiketsu! kendō taikai hen nawaza daishūgō (3) | 31 gennaio 2004  |         |
| Speciale 41     | 「父ちゃんと母ちゃんが入れ替わったゾ(1)」 - tōchan to kaachan ga irekawa tta zo (1) 「父ちゃんと母ちゃんが入れ替わったゾ(2)」 - tōchan to kaachan ga irekawa tta zo (2) 「父ちゃんと母ちゃんが入れ替わったゾ(3)」 - tōchan to kaachan ga irekawa tta zo (3) 「テーブルマナーを身につけるゾ」 - teburumana wo mini tsukeru zo 「マサオ君が入院だゾ」 - masao kun ga nyūin da zo 「アクション仮面対フラワー男爵」 - akushon kamen tsui furawa danshaku | 7 febbraio 2004  |         |
| 493             | 「ドライヤーパニックだゾ」 - doraiyapanikku da zo 「オラん家は絶対遅刻するゾ」 - ora n ie ha zettai chikoku suru zo 「子供も相談したい年頃だゾ」 - kodomo mo sōdan shitai nengoro da zo | 21 febbraio 2004 |         |
| 494             | 「お留守番はマサオくん家に限るゾ」 - o rusuban ha masao kun ie ni kagiru zo 「シロに苦労をかけるゾ」 - shiro ni kurō wokakeru zo 「父ちゃんは愛妻弁当だゾ」 - tōchan ha aisai bentō da zo | 28 febbraio 2004 |         |
| 495             | 「ゴロゴロするのはつかれるゾ」 - gorogoro surunohatsukareru zo 「ネネちゃんには気を使うゾ」 - nene channiha kiwo tsukau zo 「節約はおいしいゾ」 - setsuyaku haoishii zo | 6 marzo 2004     |         |
| 496             | 「美女怪人ビューティーアクージョだゾ」 - bijo kaijin byuteiakujo da zo 「風間くんを手伝うゾ」 - kazama kunwo tetsudau zo 「誘惑のケーキだゾ」 - yūwaku no keki da zo | 13 marzo 2004    |         |
| Speciale 42     | 「一粒足りないゾ」 - hitotsubu tari nai zo 「ほしいゾ！おチョコりん」 - hoshii zo! o choko rin 「行列ラーメンに並ぶゾ」 - gyōretsu ramen ni narabu zo | 3 aprile 2004    |         |
| 497 Speciale 43 | 「荒野のカスカベウエスタンだゾ(1)」 - kōya no kasukabeuesutan da zo (1) 「荒野のカスカベウエスタンだゾ(2)」 - kōya no kasukabeuesutan da zo (2) | 1º maggio 2004   |         |
| 498             | 「ななこおねいさんのアルバイトだゾ」 - nanakooneisanno arubaito da zo 「クマさんハンカチをソーサクするゾ」 - kuma san hankachi wo sosaku suru zo 「これがご近所づきあいだゾ」 - koregago kinjo dukiaida zo | 8 maggio 2004    |         |
| 499             | 「オラ アマンジャクだゾ」 - ora amanjaku da zo 「まつざか女の復讐だゾ」 - matsuzaka onna no fukushū da zo 「図書館ではお静かにだゾ」 - toshokan dehao shizuka nida zo | 15 maggio 2004   |         |
| 500             | 「シワトレビアーンだゾ」 - shiwatorebian da zo 「忍者でござるゾ」 - ninja degozaru zo 「父ちゃんとむりして遊ぶゾ」 - tōchan tomurishite asobu zo | 22 maggio 2004   |         |
| 501             | 「オーラッ！ スペイン旅行だゾ(1)」 - oratsu! supein ryokō da zo (1) 「オーラッ！ スペイン旅行だゾ(2)」 - oratsu! supein ryokō da zo (2) 「オーラッ！ スペイン旅行だゾ(3)」 - oratsu! supein ryokō da zo (3) | 29 maggio 2004   |         |
| 502             | 「オラのイチゴちゃんだゾ」 - ora no ichigo chanda zo 「タレントをめざすゾ」 - tarento womezasu zo 「ダンスの特訓だゾ」 - dansu no tokkun da zo | 5 giugno 2004    |         |
| 503             | 「今買うとおトクだゾ」 - ima kau too toku da zo 「変則リアルおままごとだゾ」 - hensoku riaru omamagotoda zo 「へーい！ タクシーだゾ」 - he i! takushi da zo | 12 giugno 2004   |         |
| 504             | 「お散歩はオイシイゾ」 - o sanpo ha oishiizo 「ウッドなデッキを作るゾ」 - uddo na dekki wo tsukuru zo 「最新ケータイは便利だゾ」 - saishin ketai ha benri da zo | 19 giugno 2004   |         |
| 505             | 「ララちゃんのママはドコ？だゾ」 - rara channo mama ha doko? da zo 「座右のメエ～だゾ」 - zayū no mee ~ da zo 「カップラーメンの恨みは怖いゾ」 - kappuramen no urami ha kowai zo | 10 luglio 2004   |         |
| 506             | 「パパママプロジェクトだゾ」 - papamamapurojiekuto da zo 「メガネってカッコいいゾ」 - megane tte kakko ii zo 「川口さんの恋を応援するゾ」 - kawaguchi sanno koi wo ōen suru zo | 17 luglio 2004   |         |
| 507             | 「やすいよそゆきを買うゾ」 - yasuiyosoyukiwo kau zo 「ペーパーロボット対決！だゾ」 - peparobotto taiketsu! da zo 「海はムフフ…だゾ」 - umi ha mufufu... da zo | 24 luglio 2004   |         |
| 508             | 「みんなでプールに行くゾ」 - minnade puru ni iku zo 「公園デビューのおともだゾ」 - kōen debyu nootomoda zo 「雨あがりのお散歩だゾ」 - ame agarinoo sanpo da zo | 7 agosto 2004    |         |
| Speciale 44     | 「風間くんちへ行くゾ」 - kazama kunchihe iku zo 「今度は風間くんが来たゾ」 - kondo ha kazama kunga kita zo 「ミッチーの元カレ？だゾ」 - micchi no moto kare? da zo 「オラのお昼はコレに決まりだゾ」 - ora noo hiru ha kore ni kima rida zo 「突然シロの悲劇だゾ」 - totsuzen shiro no higeki da zo 「オラのりれきしょだゾ」 - ora norirekishoda zo                                                                                                   | 4 settembre 2004 |         |
| Speciale 45     | 「降ったり、晴れたり、曇ったりだゾ」 - futta ri, hare tari, kumotta rida zo 「ひま、お出入り禁止だゾ」 - hima, o deiri kinshi da zo 「釣り堀あらし登場！だゾ」 - tsuri hori arashi tōjō! da zo | 16 ottobre 2004  |         |
| 509             | 「ふりかけ人形セットだゾ」 - furikake ningyō setto da zo 「おニューの靴を買うゾ」 - o nyu no kutsu wo kau zo | 22 ottobre 2004  |         |
| 510             | 「グレイトなおべんとうだゾ」 - gureito naobentōda zo 「母ちゃんのステキな傘だゾ」 - kaachan no suteki na kasa da zo | 29 ottobre 2004  |         |
| 511             | 「ハガキが出せないゾ」 - hagaki ga dase nai zo 「おもいきって捨てるゾ」 - omoikitte sute ru zo | 5 novembre 2004  |         |
| 512             | 「トイレトレーニングだゾ」 - toiretoreningu da zo 「かみしばいやさんになるゾ」 - kamishibaiyasanninaru zo | 19 novembre 2004 |         |
| 513             | 「父ちゃんの24だゾ」 - tōchan no 24 da zo 「ふたば幼稚園大運動会だゾ」 - futaba yōchien daiun dō kai da zo | 26 novembre 2004 |         |
| 514             | 「おそるべし女の闘いだゾ」 - osorubeshi onna no tatakai da zo 「和服はビューティフォーだゾ」 - wafuku ha byuteifo da zo | 3 dicembre 2004  |         |
| 515             | 「お子様映画はつらいゾ」 - o ko sama eiga hatsurai zo 「松坂先生もついに結婚？だゾ」 - matsusaka sensei motsuini kekkon? da zo | 10 dicembre 2004 |         |
| 516             | 「オラ、カゼっぽいゾ」 - ora, kaze ppoi zo 「コッソリ直しちゃうゾ」 - kossori naoshi chau zo | 17 dicembre 2004 |         |